# Joan Rendé
Joan Rendé i Masdéu (Barcelona, 1943) es un escritor y periodista español de Cataluña.
Estudió Filosofía y Letras, Medicina y Periodismo, siendo esta última la que finalizó y a la cual dedicó la mayor parte de su carrera. En el campo del periodismo, contribuyó en el diario Avui durante años con una columna firmada con el seudónimo de Dr. Scopius. También ha colaborado con Serra d'Or y otros medios de comunicación. Ha sido guionista del programa Oh, Bongònia de TV3 y en la radio en el programa Consultori sentimental de Cecķlia Bibiloni de Catalunya Ràdio.
Su obra literaria, marcada por una característica ironía, se inició en 1978 con Sumari d'homicida. Formó parte del colectivo Ofèlia Dracs. En el curso de su carrera ha obtenido diversos premios literarios. Además de escritor, completa su dedicación a la literatura ejerciendo de profesor de literatura y de director de la escuela de escritura del Ateneo de Barcelona.

## Obras publicadas

### Narrativa
- 1978 Sumari d'homicida
- 1981 Llibre de figuracions
- 1988 Consultori sentimental de Cecília Bibiloni
- 1992 La cavalleria impossible
- 1993 La llegat del príncep de Larsa
- 1994 El viatger
- 1997 El barber violador
- 2004 La pedra a la sabata

### Teatro
- 1987 El rei de l'orient

## Premios literarios
- 1977 Premio Mercè Rodoreda - Victor Catalá por Sumari d'homicida
- 1997 Premio de la Crítica de narrativa catalana por El barber violador
- 2003 Premio Mercè Rodoreda - Mercè Rodoreda por La pedra a la sabata